# Alena Hanušová
Alena Hanušová, née le 29 mai 1991 à Sokolov, en Tchéquie, est une joueuse tchèque de basket-ball. Elle évolue au poste d'ailière forte.

## Biographie
Lors de la saison 2014-2015, USK Prague remporte l'Euroligue 72 à 68 face à l'UMMC Iekaterinbourg.
Montpellier privée de son américaine Nia Coffey en début de saison, car retenue par la saison WNBA 2020, l'expérimentée Alena Hanušová rejoint la LFB pour le début de saison 2020-2021 après six années à Prague (6,1 points et 2,9 rebonds en 16 minutes l'année précédente), mais elle quitte le club durant la préparation pour rejoindre le club turc d'Elazığ. Puis dès janvier 2021, elle revient en France pour le club de Landerneau.

## Palmarès
- Coupe de Tchéquie 2013[6]
- Vainqueur de l'Euroligue 2015[2]